# Fórum Viseu
O Fórum Viseu é um centro comercial na cidade de Viseu, em Portugal.

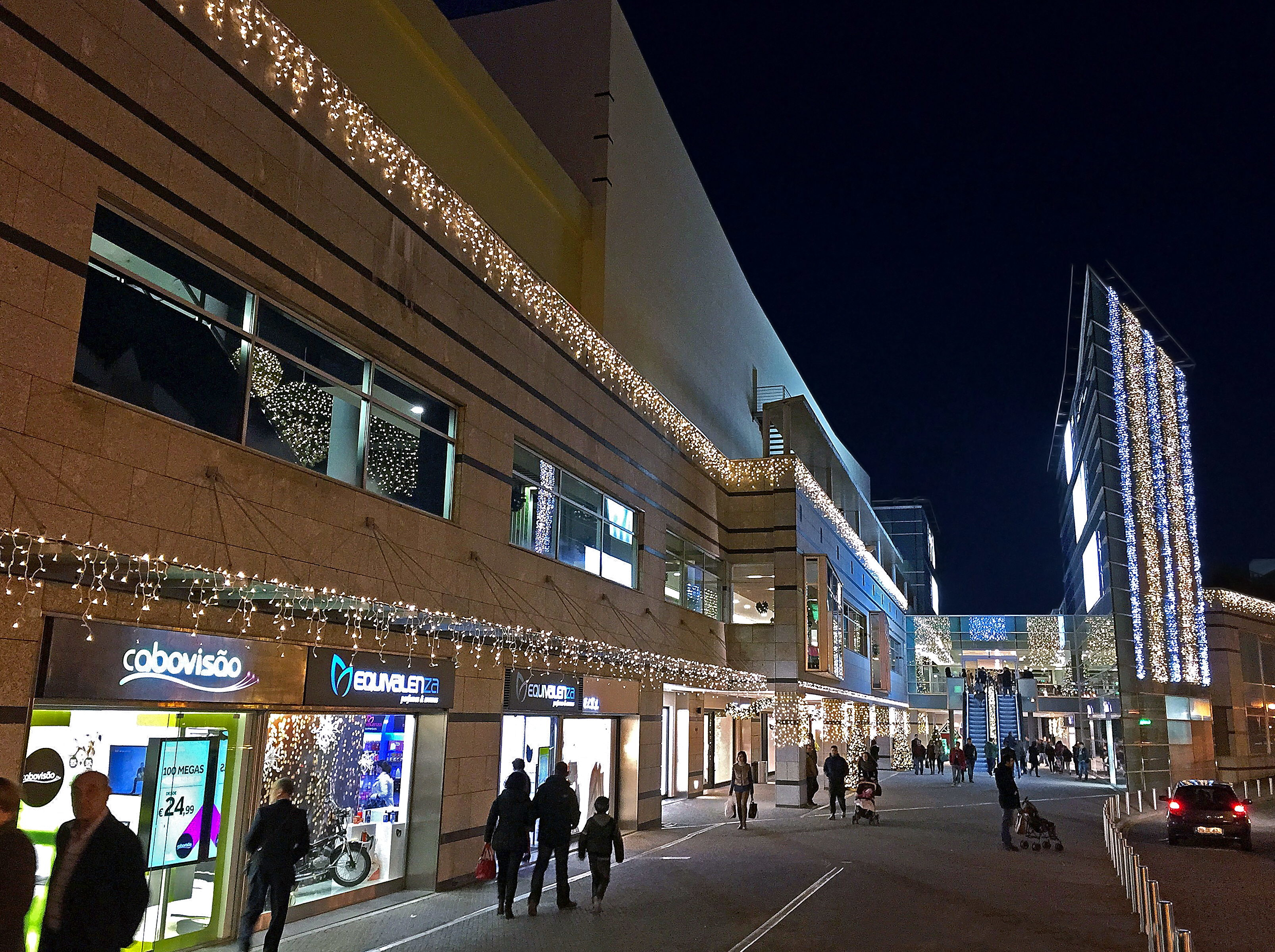
Vista nocturna do Fórum Viseu, em 2014.

## Descrição
O centro comercial situa-se perto do centro histórico da cidade de Viseu, nas imediações do recinto da feira de São Mateus, integrando uma faixa de terreno na margem Sul do Rio Paiva até às ruas da Ponte de Pau e D. José da Cruz Moreira Pinto e a Avenida António José de Almeida. É considerado como um complexo multifuncional, integrando tanto espaços comerciais como residenciais. O estacionamento subterrâneo era de três pisos, com capacidade para 800 lugares, além dos destinados aos moradores do complexo.
Quando foi inaugurado, o espaço contava com 19.500 m² de área bruta locável, compreendendo 81 lojas, incluindo dezoito restaurantes, com uma área de Food Court de 1.500 m². As lojas âncora eram um supermercado Feira Nova, e espaços de vários grupos internacionais, como a Zara, C&A, Kids, Mango, Timberland e Bijou Brigitte. Algumas das lojas foram a primeira presença de várias marcas de renome na cidade de Viseu, como a Zara, Sacoor Brothers, Zara Home, Boutique dos Relógios, Bertrand, Bershka. Destacava-se igualmente a presença de 31 lojas destinadas a empresários locais, tanto em regime de franchising como de comércio tradicional. Também contava originalmente com seis salas de cinema,geridas pela empresa Lusomundo, totalizando 926 lugares.
A zona habitacional era composta por quatro volumes, sendo compostos por 32 apartamentos nas configurações de T1 e T2, com áreas entre os 70 e os 100 m². Os blocos foram concebidos no sentido de se integrarem no relevo da encosta, com revestimento e formas semelhantes a afloramentos rochosos.
O complexo foi desenhado por Joan Busquets, tendo o director comercial, Pedro Congrinho, explicado que consistia numa «mistura entre um projecto aberto e fechado», acrescentando que «As pessoas preferem esse género de espaços àqueles centros comerciais tipo caixas. O prof. Busquets conseguiu concretizar soluções engraçadas de Arquitectura. Por exemplo, [no piso um] o tecto é em vidro, mas com relevos, que consoante a inclinação do sol reflectem desenhos diferentes». O Fórum em si tinha três pisos, sendo o piso zero ocupado pelo hipermercado e duas lojas, o primeiro por lojas de moda, e o segundo pelas áreas de restauração e cinemas, além de «uma miscelânea de moda, acessórios, material eléctrico».

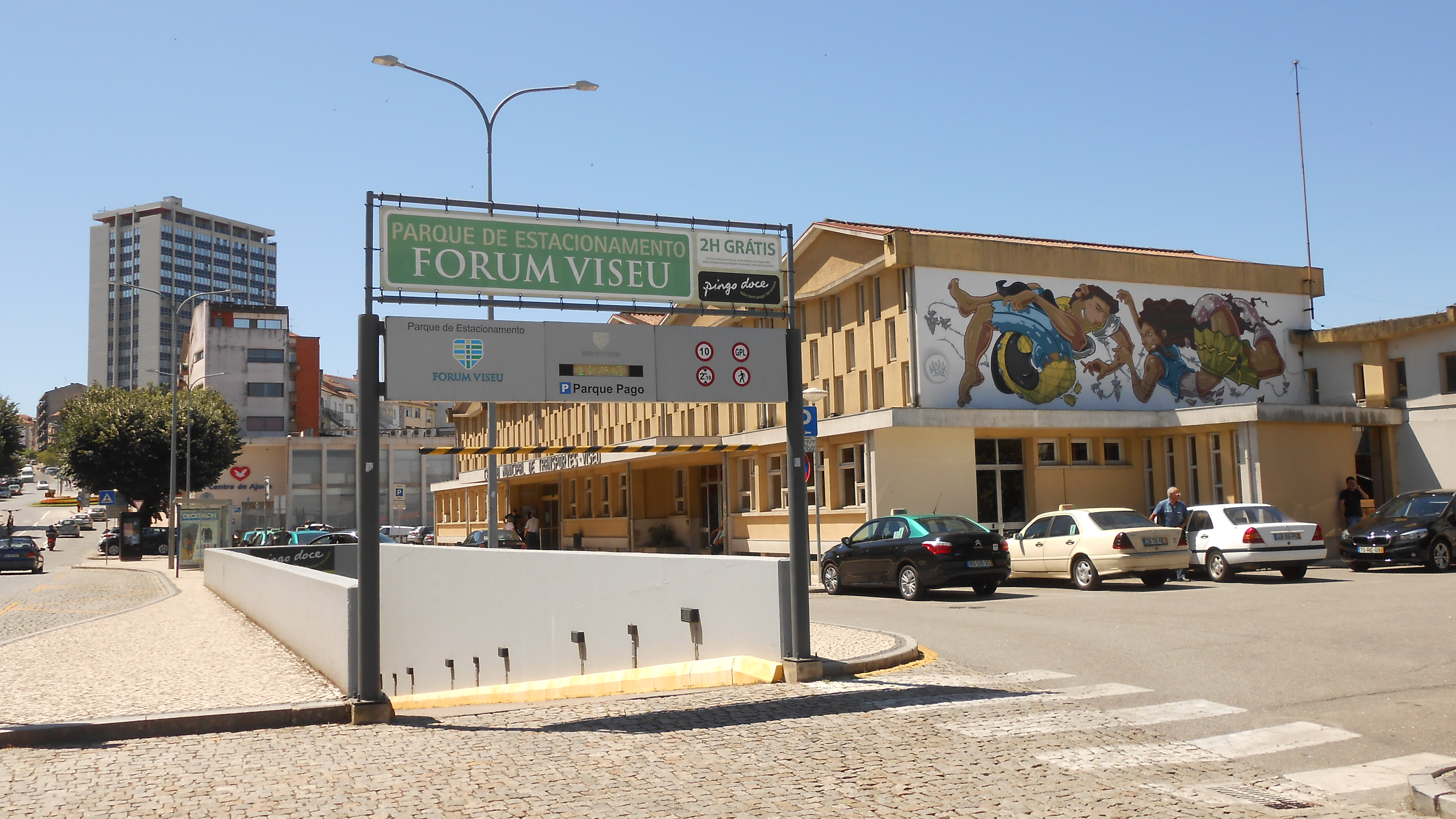
Terminal Rodoviário de Viseu em 2017, vendo-se a entrada do parque de estacionamento para o Fórum Viseu.

## História
O Fórum Viseu foi construído no âmbito do programa POLIS, tendo sido considerado como um importante desenvolvimento urbano, que permitiu a valorização ambiental e a requalificação urbana da área em que se insere. Foi construído em conjunto com o Grupo Visabeira, que incidiu principalmente sobre a vertente habitacional do complexo, tendo custado cerca de 65 milhões de euros. As obras duraram cerca de 27 meses, processo que foi dificultado pela natureza rochosa dos terrenos, tendo sido necessária a remoção de 60.000 m3 de rocha. A fase correspondente ao levantamento da estrutura em betão foi concluída em apenas dezoito meses, prazo considerado como um recorde neste tipo de edifícios. A sua construção foi promovida pela companhia multinacional holandesa AM Development, que opera em território português desde 1990, tendo sido adquirido pela empresa ING Real Estate Investment Management, que então era uma das maiores do ramo imobiliário em todo o mundo, e que em território nacional já possuía o Fórum Aveiro, e o Parque Mondego Retail Park em Coimbra. A gestão foi entregue à AM Management Portugal, entidade responsável pelos espaços comerciais da AM Development, que então incluíam o Fórum Aveiro, os Armazéns do Chiado, o Fórum Algarve, o Parque Mondego Retail Park, o Almada Forum, o Fórum Montijo e o Forum Madeira. Aquando da sua inauguração, considerava-se que o centro comercial iria ter uma área de influência de 275 mil pessoas, a menos de 40 minutos de deslocação por via rodoviária. Neste período estimava-se que tinha criado cerca de um milhar de empregos directos, além de outros dois mil postos de trabalho indirectos.
Porém, a construção do Fórum Viseu esteve envolta em polémica devido à oposição dos antigos proprietários dos terrenos, que alegaram que tinham sido vendidos para ali ser edificado um estabelecimento escolar, motivo pelo qual exigiram que fossem anuladas as escrituras. Os terrenos foram adquiridos pela Câmara Municipal entre 1979 e 1980 por cerca de trinta mil euros, e depois vendidos à Multiviseu, proprietária do centro comercial, por seis milhões de euros. O processo judicial iniciou-se ainda em 2004, tendo os antigos proprietários feito uma proposta à autarquia para o pagamento de uma quantia de «menos de metade do valor arrecadado pela autarquia com a venda dos terrenos», que foi recusada.
Foi inaugurado em 13 de Setembro de 2005, com um espectáculo audiovisual organizado pela companhia EXOS. A cerimónia contou com a presença de representantes das empresas envolvidas, além do presidente da Câmara Municipal de Viseu, Fernando Ruas, o Bispo de Viseu, António Marto, e do presidente da Câmara Municipal da cidade italiana de Arezzo, Luigi Luccherini. Em 24 de Outubro desse ano, o jornal Público noticiou que o Fórum Viseu tinha recebido um milhão de visitantes no primeiro mês, uma procura muito acima do previsto. Porém, a abertura do centro comercial teve um impacto muito negativo no comércio tradicional de Viseu, que registou uma «quebra de vendas na ordem dos 30 por cento», números apontados a Associação de Comerciantes do distrito de Viseu. Segundo o presidente da associação, Gualter Mirandês, «Não é novidade aquilo que está a acontecer. Sabíamos qual o impacte que o Forum Viseu teria a curto prazo. Traduz-se, neste momento, em quebras de vendas na ordem dos 30 por cento. O problema que se põe é que a estes 30 por cento acresce um processo negativista que tem havido no pequeno comércio durante os últimos anos. Assim, se acrescentarmos a estes 30 por cento as quebras de vendas que se registaram nos últimos dois anos já bastante acentuadas, o processo é muito mais dramático com a chegada do Forum. Se efectivamente esse comércio já estava mal e esse estado é transversal a todo o país, a abertura do Forum veio acelerar muito mais o processo». Os problemas para o comércio tradicional em Viseu acentuaram-se nos princípios da década de 2010, devido à crise financeira internacional, e à presença dos grandes centros comerciais, incluindo o Fórum Viseu e o Palácio do Gelo Shopping.
Em 2006, o Fórum Viseu foi nomeado como concorrentes para o prémio de melhor centro comercial da Europa, na categoria de pequenas dimensões, organizado pelo International Council of Shopping Centers.